# Селорон (Њујорк)
Селорон (енгл. Celoron) град је у америчкој савезној држави Њујорк.

## Демографија
По попису из 2010. године број становника је 1.112, што је 183 (-14,1%) становника мање него 2000. године.
| Група             | 2000.         | 2010.         |
| Белци             | 1.210 (93,4%) | 1.050 (94,4%) |
| Афроамериканци    | 10 (0,8%)     | 9 (0,8%)      |
| Азијати           | 20 (1,5%)     | 6 (0,5%)      |
| Хиспаноамериканци | 28 (2,2%)     | 32 (2,9%)     |
| Укупно            | 1.295         | 1.112         |